# Xylota hinei
Xylota hinei är en tvåvingeart som först beskrevs av Charles Howard Curran 1941.  Xylota hinei ingår i släktet vedblomflugor, och familjen blomflugor. Inga underarter finns listade i Catalogue of Life.